# Ernst Ludwig von Breidenbach zu Breidenstein

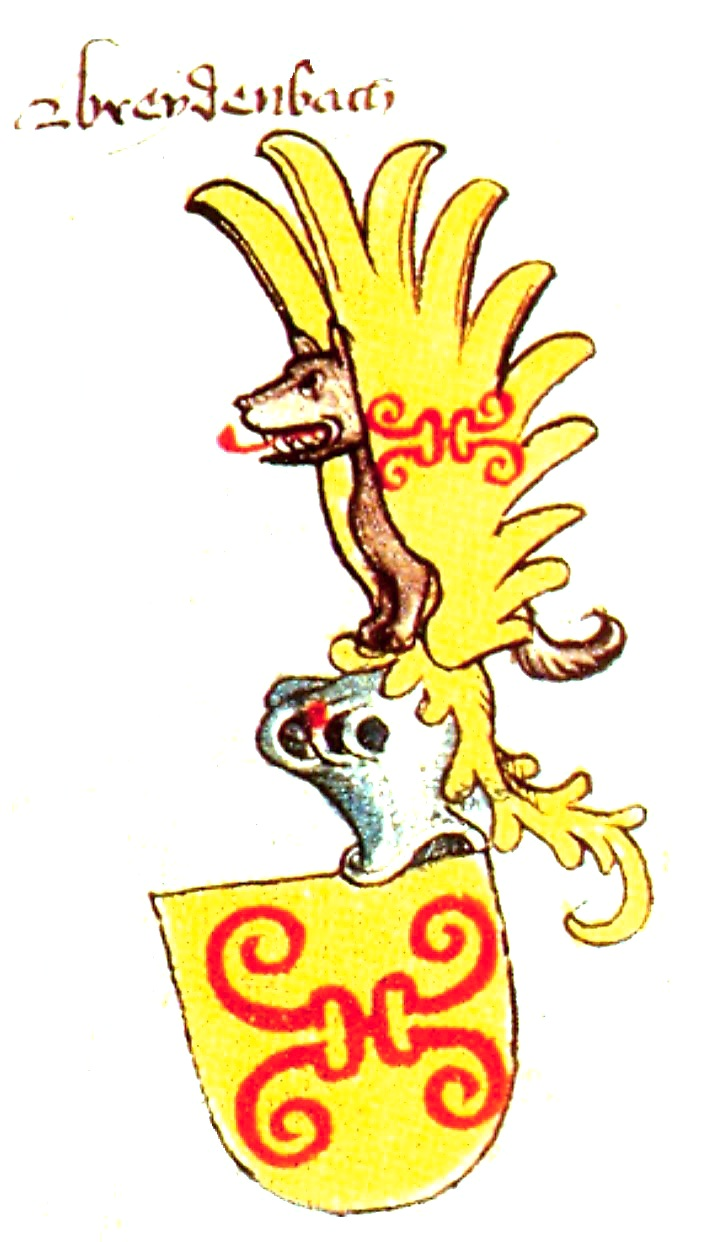
Stammwappen derer von Breidenbach zu Breidenstein

Ernst Ludwig von Breidenbach zu Breidenstein (* 12. November 1699 in Edesheim bei Northeim; † 22. Januar 1755) war Burgmann in Friedberg und kurbraunschweigisch-lüneburgischer
Generalmajor.

## Leben
Ernst Ludwig von Breidenbach zu Breidenstein entstammte der älteren Hauptlinie des hessischen Uradelsgeschlechts Breidenbach zu Breidenstein und war ein Sohn des Generalmajors Georg Heinrich von Breidenbach zu Breidenstein († 1729) und dessen Ehefrau  Sophia Gertrud von Adelebsen (1674–1739). Er wuchs mit acht Geschwistern auf, darunter die Brüder Wilhelm Ludwig (1702–1738, Burgmann), Maximilian (1707–1759, Generalmajor), Friedrich Alexander (1709–1747, Burgmann) und Ludwig Carl (1714–1761, Generalleutnant) auf. Zwei weitere Geschwister verstarben im frühen Kindesalter.
Er war dreimal verheiratet. Seine erste Frau Wilhelmine Friederike von Tastungen (* 1718) schenkte ihm 1729 den Sohn Albrecht († 1791) und  starb am 2. Dezember 1733 im  Kindbett bei der Geburt des Sohnes Georg (1733–1781).
Seine zweite Ehe hielt nur kurz, denn seine Frau Henriette Maria Freiin von Thüngen (* 1736)  starb am 14. August 1751, ein Jahr nach ihrer Hochzeit. Die Ehe brachte den Sohn Karl (1751–1813)
Am 7. Januar 1752 heiratete er Friederike Catharina Margaretha Müller zu Lengsfeld (1717–1781). Das Paar hatte die Tochter Christina Anna Catharina (* 1753, ⚭ Siegmund von der Tann).
Er wurde am 7. August 1749 zum Burgmann zu Friedberg  gewählt und trat, wie sein Vater zuvor,  in die Braunschweigische Armee ein, wo er zum Generalmajor aufstieg.
Im Kurfürstentum Hannover wurde er Inhaber eines neu gegründeten Grenadier-Regiments.